# Shipai, Fujian
Shipai (kinesiska: 石牌) är en köping i sydöstra Kina. Den ligger i Datian härad i staden Sanming i provinsen Fujian, omkring 150 kilometer väster om provinshuvudstaden Fuzhou. Antalet invånare är 14 014. Befolkningen består av 6 610 kvinnor och 7 404 män. Barn under 15 år utgör 14,0 %, vuxna 15-64 år 75 %, och äldre över 65 år 9,0 %.